# Николаос Зографу
Николаос Зографу (на гръцки: Νικόλαος Ζωγράφου) е гръцки просветен деец от Костурско от края на XIX - началото на XX век.

## Биография
Зографу е роден в 1866 година в западномакедонския град Костур. Завършва философия в Атинския университет. Преподава в различни училища в Южна Гърция. Преподава в Цотилската гимназия в Костурско и в Костурската прогимназия. В 1916 година става първият директор на Костурската гимназия.
Умира в 1917 година.